# پائول مارمت
 پائول مارمت (انگلیسی: Paul Marmet؛ زاده ۲۰ مهٔ ۱۹۳۲ درگذشته ۲۰ مهٔ ۲۰۰۵) یک دانشمند اهل کانادا بود.